# Герасимов Олександр Васильович
Герасимов Олександр Васильович — російський поліцейський адміністратор. 

## Біографія
Народився 7 листопада 1861 року. Освіту здобув у Харківському реальному училищі, а потім у Чугуївському піхотному юнкерському училищі. Після його закінчення в 1883 році розпочав військову службу в чині прапорщика, проходивши її у 61-му Резервному піхотному батальйоні.
З 1889 року служив ад'ютантом в Окремому корпусі жандармів Самарського, а з 1891 року — Харківського губернських жандармських управлінь. У 1894 році став помічником начальника Харківського жандармського управління.
У 1905–1909 роках обіймав посаду начальника Петербурзького охоронного відділення. Завдяки співпраці з Євно Азефом вдалося попередити терористичні акти проти імператора Миколи II, великого князя Миколи Миколайовича, міністра юстиції І. Г. Щегловитова та прем'єр-міністра П. А. Столипіна.
25 жовтня 1909 року був знятий з посади, отримав звання генерал-майора і призначений генералом для особливих доручень при міністрі внутрішніх справ на посаді шефа жандармів. Виконував окремі ревізійні завдання.
На початку 1914 року вийшов у відставку в чині генерал-лейтенанта з відповідним виробництвом.

Під час Лютневої революції був заарештований та ув'язнений у Петропавлівській фортеці. Його допитував слідчий ЧВК полковник С. А. Коренєв. Під час роботи комісії, яка співпрацювала з представниками Департаменту поліції, склалося таке враження про Герасимова:
Останній, — колишній начальник Петроградської охранки — травлений вовк, до всякого пропонованого йому питання підходить обережно, обнюхує його з усіх боків і відповідає на все так, щоб за нього-то особисто не можна було зачепитися. Служив, ловив, садив, — ось і все, а кого як, за що, чи мав на це право, — це все поховано в минулому, — немає слідів і відповідальності…
В еміграції проживав у Берліні, де займався веденням бухгалтерії майстерні з пошиття дамського одягу, власницею якої була його дружина.
Помер у Берліні 2 січня 1944 року у віці 82 років. Похований на православному кладовищі Тегель.